# Band-e Sultán
Přehrada sultána Mahmúda nebo Band-e Sultán je přehrada nacházející se na řece Ghazní v okrese Džaghatú v provincii Ghazní v Afghánistánu. Od dubna 2013 se přehrada používá pouze k zavlažování 15 000 hektarů půdy. Předpokládá se, že má potenciál pokrýt spotřebu elektřiny 50 000 rodin. Přehrada má velký význam pro obyvatele Ghazní a sousední provincie Majdan Vardak. Věří se, že poprvé byla postavena během éry Ghaznavidů v 10. století na památku sultána Mahmúda z Ghazny.
V březnu 2005 se zhroutila, což vedlo ke katastrofálnímu zaplavení města Ghazní, které se nachází 30 km daleko.